# Per Rhedin
Per Axel Rhedin, född 4 februari 1918 i Lundby församling, Göteborgs och Bohus län, död 8 november 2006 i Göteborgs Johannebergs församling, Västra Götalands län, var en svensk civilekonom och PR-konsult.

## Biografi
Per Rhedin fick sin utbildning och karriär på Gumælius reklambyrå i Göteborg. Han hade kunder som Lily of France, Plannja och FO Peterson och Söner vilkas loggor han gjort och fortfarande används. Därefter startade han Per Rhedin Reklambyrå under måttot: Alla behöver PR. Han blev också frimurare av näst högsta graden.
Per Rhedin skrev Gamla goa Göteborg som sålts i cirka 30 000 exemplar. Boken kom ut 1990 och är full med bilder och korta texter från 1860-talet fram till 1930-talet. Gamla goa Göteborg är den största som tryckts om Göteborg sedan 1923 och handlar om tiden från 1870 till 1930-talet.
Göteborgs-Posten skrev "Gamla go'a Göteborg i en ny bok. Vilken stad vi göteborgare kunde ha haft om inte alla vackra gamla hus hade rivits! Desto angelägnare är det att visa göteborgarna hur här en gång har sett ut." Dagens Nyheter skrev "Gamla goa Göteborg består av femhundra foton från Historiska museets arkiv med vidhängande anekdoter." Tidningen Arbetet skrev "Per Rhedin har försökt träffa en tidstrogen stämning i små texter till varje bild av ofta försvunna hus och platser i Göteborg, små krumelurer och citat från dåtida skildringar och släkthandlingar." Svenska Dagbladet skrev "Reklammannen Per Rhedin har åstadkommit ett bildverk med mycket stor kärlek. Hur han burit sig åt att ge en intressant historik med roande anekdot åt varje bild är en gåta. Men allt är mycket läsvärt och såvitt man förstår korrekt."
1997 sammanställde han en timmermans berättelse om Andrés ballongfärd: Vill Nilson följa med till Spetsbergen? Göteborgs-Posten skrev: "Sammanställningen av timmermannen Nilsons spännande dagbok har gjorts av Per Rhedin. Resultatet har blivit en bok med stor kulturhistoriskt värde".
Per Rhedin har tidigare givit ut bildverket Så minns vi Göteborg samt Skeppspredikanten vid Ostindiska Kompaniet.

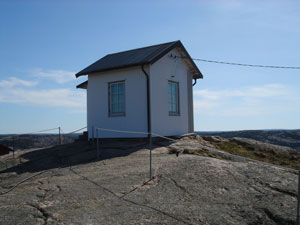
Hällsös lotsutkik

I lotsutkiken på Hällsö i norra Bohuslän skapade Per Rhedin tillsammans med sin vän konstnären och författaren Arne Gadd många av sina akvareller. Himmelen, havet och de karga klipporna karaktäriserar många av hans målningar. Men han hade också en förkärlek till att fånga detaljer i den bohuslänska miljön.

### Familj
Per Rhedin var gift med Birgit Högberg. Tillsammans fick de sonen Peter (1944–2004). Pers och Birgits grav återfinns på Säve kyrkogård där Pers far Ivar Rhedin var prost.